# Connersville
Connersville é uma cidade localizada no estado americano de Indiana, no Condado de Fayette.

## Demografia
Segundo o censo americano de 2000, a sua população era de 15.411 habitantes.
Em 2006, foi estimada uma população de 14.213, um decréscimo de 1198 (-7.8%).

## Geografia
De acordo com o United States Census Bureau tem uma área de
21,1 km², dos quais 21,1 km² cobertos por terra e 0,0 km² cobertos por água. Connersville localiza-se a aproximadamente 288 m acima do nível do mar.

## Localidades na vizinhança
O diagrama seguinte representa as localidades num raio de 20 km ao redor de Connersville.